# آل برهان
آل بُرهان خاندانی روحانی و سیاسی در فرارود است که در سده ۶ و سده ۷ هجری ریاست شعبه حنفیه را که مذهب بیشتر مردم در آن سامان بود را بر دوش داشتند.
دلیل نام‌گذاری اینان به آل برهان این است که بیشتر پیشوایان این خاندان لقب برهان‌الدین یا برهان الملة و الدین داشته‌اند. نیای بزرگ ایشان عمر بن مازه نام داشته و نام‌داری این خاندان به بنی مازه نیز از همین‌جا آمده. آل برهان از ثروتمندترین خاندان‌های فرارود بودند. برخورداری از ثروت این امکان را به آنها می‌داد که در کنار رهبری دینی مردم فرارود، رهبری سیاسی را نیز در دست خود نگاه دارند؛ هرچند اینان در مقام رهبران سیاسی فرارود فرمانگزار سلجوقیان و پس از آنها قراخانیان بودند.
آل برهان از عرب‌هایی بودند که از زادبومشان، عربستان به مرو کوچیدند و ریشه خود را به عمر بن خطاب، خلیفه دوم می‌رسانند. در متن‌های تاریخی از آنها گاه با لقب امام و گاه با لقب سلطان یاد شده‌است. آل برهان را در بخارا صدر جهان و صدر شریعت نیز می‌خواندند.

## چهره‌ها نام‌دار
برجسته‌ترین چهره‌های آل برهان عبارتند از:
- عبدالعزیز بن مازه بخاری
- عمر بن عبدالعزیز
- احمد بن عبدالعزیز
- شمس‌الدین محمد بن عمر
- صدرالصدور عبدالعزیز عمر
- سیف‌الدین محمد بن عبدالعزیز
- محمود بن احمد
- محمد بن احمد
- عمر بن مسعود
- نظام‌الدین محمد بن عمر